# Jim Forbes

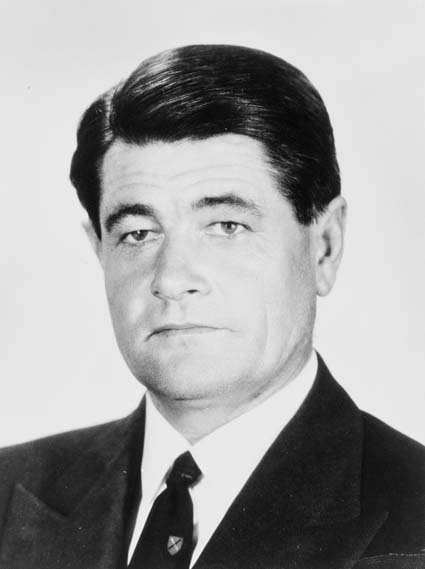
Jim Forbes (1967)

Hon. Alexander James „Jim“ Forbes, CMG, MC (* 16. Dezember 1923 in Hobart, Tasmanien; † 10. August 2019 in Adelaide, South Australia) war ein australischer Politiker der Liberal Party of Australia, der unter anderem zwischen 1956 und 1975 Mitglied des Repräsentantenhauses und mehrmals Minister war. Er war zudem zwischen 1979 und 1982 Präsident der South Australian Liberal Party sowie von 1982 bis 1985 Präsident der Liberal Party of Australia.

## Leben
Alexander James „Jim“ Forbes absolvierte nach dem Besuch der Knox Grammar School und des St Peter’s College in Adelaide eine Offiziersausbildung am Royal Military College Duntroon, die er am 15. Dezember 1942 beendete. Während des Zweiten Weltkrieges diente er in der Australian Army und nahm als Angehöriger der 2nd Australian Mountain Battery an Gefechtshandlungen in Neuguinea und Bougainville teil. Für seine militärischen Verdienste wurde ihm am 21. Juni 1945 das Military Cross (MC) verliehen. Nach Kriegsende diente er bei den Besatzungstruppen in Japan und Deutschland und wurde als Angehöriger des Australian Victory Contingent am 30. Juni 1946 zum Mitglied des australischen Heeresstabes im Vereinigten Königreich ernannt, ehe er am 19. April 1947 im Rang eines Leutnants in die Reserve versetzt. Er diente daraufhin zwischen 1948 und 1952 im Regiment der University of Adelaide, ein Truppenteil der von 1943 bis 1980 bestehenden Bürger-Streitkräfte CMF (Citizen Military Forces), und absolvierte in dieser Zeit ein grundständiges Studium an der University of Adelaide, welches er mit einem Bachelor of Arts (BA Honours) mit Auszeichnung abschloss. Anschließend absolvierte er ein postgraduales Studium der Politikwissenschaft am Magdalen College der University of Oxford, an der er 1954 seine Promotion zum Doctor of Philosophy (Ph.D.) mit der Dissertation „The Attitude of the Dominions to Security and Welfare, 1939–45“ („Die Einstellung der Dominions zu Sicherheit und Wohlfahrt, 1939–45“). Nach seiner Rückkehr diente er zwischen 1954 und 1956 als Hauptmann noch einmal im CMF-Regiment der University of Adelaide und wurde am 16. November 1956 endgültig ins Reserveoffizierskorps versetzt. Im Anschluss war er als Universitätslektor für Politikwissenschaften tätig.
Jim Forbes wurde bei einer Nachwahl im Wahlkreis Barker am 13. Oktober 1956 für die Liberal Party als Nachfolger des am 9. August 1956 verstorbenen Archie Cameron, der zwischen 1950 und seinem Tode 1956 auch Sprecher des Repräsentantenhauses war, erstmals zum Mitglied des Repräsentantenhauses gewählt, und gehörte diesem nach seinen Wiederwahlen 1958, 1961, 1963, 1966, 1969, 1972 und 1974 bis zu seinem Mandatsverzicht am 11. November 1975 19 Jahre lang an. Während seiner Parlamentszugehörigkeit gehörte er verschiedenen Ausschüssen als Mitglied an. Am 18. Dezember 1963 übernahm er in der Regierung Menzies VIII den Posten als Heeresminister und bekleidete diesen bis zum Ende der Amtszeit dieser Regierung am 26. Januar 1966. Zugleich war er vom 18. Dezember 1963 bis zu seiner Ablösung durch Fred Chaney am 4. März 1964 auch Marineminister. Darüber hinaus fungierte er zwischen dem 18. Dezember 1963 und dem 26. Januar 1966 als Assistierender Minister im Schatzministerium.

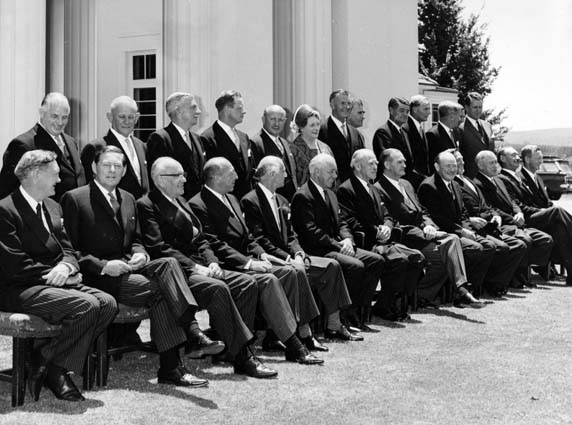
Die Minister der Regierung Holt I (1966).

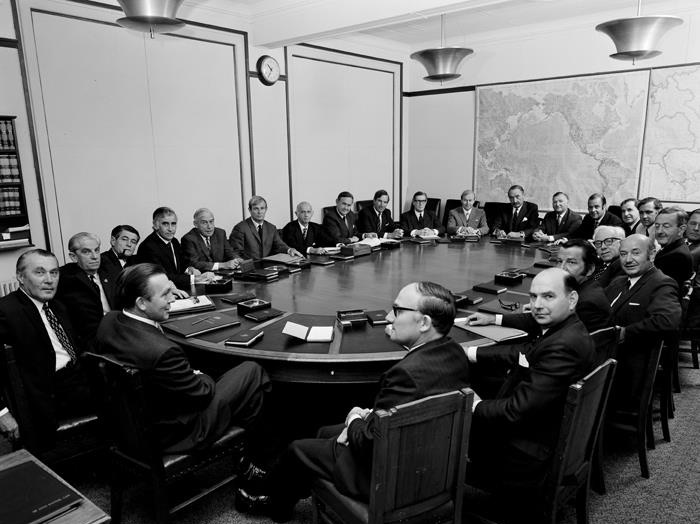
Die Minister der Regierung McMahon (1971).

In der darauf folgenden Regierung Holt I übernahm Forbes vom 26. Januar bis zum 14. Dezember 1966 das Amt als Gesundheitsminister und fungierte zudem zwischen dem 28. April und dem 1. Juni 1966 in Vertretung von Fred Chaney als kommissarischer Marineminister. In der Regierung McMahon war er vom 10. März bis zu seiner Ablösung durch Ivor Greenwood am 22. März 1971 zunächst erneut kurzzeitig Gesundheitsminister und übernahm daraufhin am 22. März 1972 von Phillip Lynch den Posten als Minister für Einwanderung, welchen er bis zum Ende der Amtszeit dieser Regierung am 5. Dezember 1972 innehatte. In dieser Regierung übernahm er Vertretung von Ivor Greenwood vom 25. Mai bis zum 29. Juni 1972 auch kommissarisch das Amt als Gesundheitsminister. 
Nach der Niederlage der Liberal Party bei den Wahlen am 2. Dezember 1972 war Jim Forbes zwischen dem 21. Dezember 1972 und dem 20. März 1975 Mitglied des  Vorstands der Liberalen Fraktion im Repräsentantenhaus und fungierte zudem vom 8. Januar 1973 bis 1975 als verteidigungspolitischer Sprecher der Opposition im Schattenkabinett seiner Partei. Für seine langjährigen Verdienste wurde er am 31. Dezember 1977 zum Companion des Order of St Michael and St George (CMG) ernannt. Unter dem damaligen Parteiführer und Premierminister von South Australia David Tonkin war er als Nachfolger von John Olsen vom 13. November 1979 bis zu seiner Ablösung durch Don Laidlaw 1982 Präsident der South Australian Liberal Party. Im Anschluss wurde er unter dem Parteiführer Malcolm Fraser am 15. Mai 1982 als Nachfolger von Sir John Atwill Präsident der Liberal Party of Australia und bekleidete dieses Amt ab 1983 auch unter Frasers Nachfolger als Parteiführer, Andrew Peacock, bis zu seiner Ablösung durch John Valder am 16. Juli 1985.
Forbes fungierte zwischen 1978 und 1984 Vorsitzender der Commonwealth Serum Laboratories CSL und gehörte zudem von 1979 bis 1985 dem Beirat der National Library of Australia (NLA) als Mitglied an. Für seine Dienste im Commonwealth-Parlament und als Vorsitzender der Commonwealth Serum Laboratories wurde ihm am 1. Januar 2001 anlässlich des 100-jährigen Bestehens des Australischen Bundes die Centenary Medal verliehen.

## Veröffentlichungen
- The Attitude of the Dominions to Security and Welfare, 1939–45, („Die Einstellung der Dominions zu Sicherheit und Wohlfahrt, 1939–45“), Dissertation, University of Oxford, 1954
- Bi-partisanship in immigration policy, („Überparteilichkeit in der Einwanderungspolitik“), AJ Forbes, Canberra 1972